# Heinrich Kreuzer (Mediziner)
Heinrich Kreuzer (* 6. Juni 1929 in Würzburg; † 12. April 2016) war ein deutscher Kardiologe an der Georg-August-Universität Göttingen.

## Leben und Wirken
Kreuzer studierte in Würzburg, Hamburg und München Medizin. Mit einem Stipendium der Max-Planck-Gesellschaft forschte er in Göttingen zum Sauerstoffverbrauch des Herzens. Am Universitätsklinikum Düsseldorf absolvierte er seine Ausbildung zum Facharzt für Innere Medizin. 1965 habilitierte er in diesem Fach, 1970 wurde er außerplanmäßiger Professor. 1975 wurde Kreuzer ärztlicher Direktor der Kardiologie am Katharinenhospital Stuttgart, bevor er 1976 einen Ruf auf den Lehrstuhl für Innere Medizin/Kardiologie der Georg-August-Universität Göttingen annahm. Von 1983 bis 1985 war er Ärztlicher Direktor des Universitätsklinikums. 1998 wurde er in Göttingen emeritiert, war aber noch bis 2007 ärztlicher Leiter der dortigen Krankenpflegeschule.
Kreuzers wissenschaftliche Schwerpunkte waren die Behandlung des Herzinfarkts (Thrombolyse, Ballondilatation), elektrophysiologische Untersuchungen bei Herzrhythmusstörungen und die Pathogenese der dilatativen Kardiomyopathie. Am Klinikum etablierte er zahlreiche invasive Methoden und baute die kardiologisch-internistische Intensivmedizin auf.
Laut Datenbank Scopus hat Kreuzer (Stand Juni 2025) einen h-Index von 37.
Kreuzer erhielt 2003 die Carl-Ludwig-Ehrenmedaille der Deutschen Gesellschaft für Kardiologie, deren Präsident er 1994 war.